# Font de les Curculles
La Font de les Curculles és una font de Girona inclosa a l'Inventari del Patrimoni Arquitectònic de Catalunya.
S'observa un mur de contenció on es recull la font, dins un receptacle al que s'accedeix per una porta d'arc rebaixat d'obra vista. A l'exterior es potencia la porta amb un frontó triangular.